# Christopher Knight
Christopher Knight (* 23. November 1950) ist ein amerikanischer Kunstkritiker.

## Leben
Christopher Knight studierte Kunstgeschichte an der State University of New York und schloss das Studium 1976 mit dem Master of Arts (M. A.) ab. Anschließend arbeitete er bis 1979 als Kurator am Museum of Contemporary Art San Diego. Danach folgte 1979–1980 eine Anstellung als stellvertretender Leiter (Assistant Director) der Öffentlichkeitsarbeit im Los Angeles County Museum of Art. Ab 1980 arbeitete Knight als Kunstkritiker für die Zeitung Los Angeles Herald Examiner. Nachdem die Zeitung 1989 eingestellt worden war, wechselte Knight zur Los Angeles Times, für die er bis in die Gegenwart regelmäßig schreibt. Darüber hinaus war er Gastkommentator in anderen Medien, darunter die CBS-Nachrichtensendung 60 Minutes, die PBS-Newshour, die NPR-Sendungen Morning Edition und All Things Considered und bei CNN. Zudem wirkte er im Dokumentarfilm The Art of the Steal über den umstrittenen Umzug der Barnes Foundation nach Philadelphia mit.

## Auszeichnungen
Knight war dreimal (1991, 2001 und 2007) für den Pulitzer-Preis für Kritik nominiert. 1997 erhielt er den Frank Jewett Mather Award for Distinction in Art Criticism der College Art Association. Das Atlanta College of Art ernannte Knight 1999 zum Ehrendoktor der Schönen Künste. Im selben Jahr wurde er Ehrenmitglied (Distinguished Alumnus) des Hartwick College in Oneonta (New York). 2009 erhielt er einen Souther California Journalism Award des Los Angeles Press Club für seinen Beitrag Precious Stone über eine Bernini-Ausstellung im Getty Museum.
2020 erhielt Knight den Pulitzer-Preis für Kritik.

## Veröffentlichungen
- mit Howard Singerman: The Barry Lowen Collection. Ausstellungskatalog The Museum of Contemporary Art, Los Angeles, Los Angeles 1986, ISBN 0-94357-10-7.
- Art of the sixties and seventies: the Panza Collection. Rizzoli, New York 1987, ISBN 0-8478-0916-1.
- Last chance for Eden: selected art criticism; 1979–1994, Art Issues Press, Los Angeles 1995, ISBN 0-9637264-2-0.